# 脑中魅影
《脑中魅影》（Phantoms in the Brain: Probing the Mysteries of the Human Mind或Phantoms in the Brain: Human Nature and the Architecture of the Mind）是神经科学家维莱亚努尔·拉马钱德兰和《纽约时报》科普作家桑德拉·布莱克斯利于1998年出版的科普读物，籍由神经障碍案例研究，讨论了神经生理学和神经心理学。
该书一开始是向神经科学协会发表的演讲，其前言由神经科学家兼作家奥利佛·萨克斯撰写。

## 概要
拉马钱德兰讨论了他工作中遇到的一些神经障碍患者，他们表现出幻肢、卡普格拉综合征、中风后的假性延髓情绪和半侧空间忽略，以及与宗教经历相关的癫痫发作等症状。拉马钱德兰通过这些病例来说明身体意象的构建，以及心境、决策、自我欺騙和艺术技艺的形成。
在该书的最后一章，拉马钱德兰解决了所谓的意识困难问题，讨论了感质，以及自我的各个方面。

## 评价
神经病学研究员米奇·戈德堡为《纽约时报》撰稿，称这本书“令人着迷，它不但清晰且有说服力地描述了神经现象及其与生理机制的关系，以及它们与心灵哲学的整合，还描绘了拉马钱德兰这位寻找人类思想秘密的狂热者。”对于拉马钱德兰关于意识的讨论，戈德堡写道：“这里他失败了，仅仅是因为神经科学还不知道如何使自我具体化……但这是一个了不起的失败。”
弗朗西斯·克里克在评论该书时写道：“生动活泼，内容丰富，并有意想不到的幽默来活跃气氛。这一切都突出了拉马敏锐的判断力、他的冷静和他的人性。”《柯克斯评论》写道：“拉马钱德兰将自己比作侦探，有着无限的好奇心，引领读者踏上一条引人入胜的破案之路。”
该书已被翻译成西班牙文、法文、日文、德文、韩文、土耳其文、意大利文、荷兰文和希腊文。湖南科学技术出版社出版了其简体中文版，并归入其《第一推动丛书》。